# Ponte das Correntes
A Ponte das Correntes (puente de las Corrientes, em espanhol) é uma ponte bow-string que atravessa o rio Lérez, na cidade de Pontevedra, Espanha. Foi inaugurado em 2012  e liga a Avenida Uruguai à Rua Domingo Fontán. 

## História
O local onde se encontra a ponte é conhecido como As Correntes (Las Corrientes), porque é aqui que as águas do rio Rons se encontram com as do rio Lérez e as da Ria de Pontevedra. Desde 1989,  estava prevista a construção de uma nova ponte neste local de As Correntes para ligar as duas margens do rio Lérez. No entanto, só no início do século XXI é que esta ideia foi retomada para proporcionar mais uma saída do centro da cidade para norte e as praias da ria de Pontevedra e acesso directo à auto-estrada AP-9.   ,  , 
Em 2008, a Câmara Municipal realizou um concurso de ideias para decidir sobre o desenho da nova ponte. No final, uma das propostas para uma ponte em arco foi escolhida porque combinava modernidade e integração no meio urbano, já que a altura de 10 metros dos seus arcos não era considerada excessiva para não obstruir a vista da Basílica de Santa Maria Maior.  A construção da ponte teve início a 23 de Dezembro de 2008. Foi inaugurada em 28 de junho de 2012 com sua abertura ao tráfego rodoviário. 

## Descrição
Esta ponte tem um comprimento total entre pilares de 116 metros. A sua estrutura principal é constituída por dois arcos metálicos paralelos brancos de 10,5 metros de altura, dos quais 17 cabos de aço são suspensos para suportar o tabuleiro da ponte. Os arcos metálicos são apoiados em fundações de betão armado. A sua estrutura é leve, elegante e diáfana. 
Possui duas faixas de rodagem em cada direção, bem como duas ciclovias. Em ambos os lados da ponte há uma passagem pedonal coberta. O tráfego de peões e ciclistas está separado do tráfego de carros.  A funcionalidade da ponte foi concebida com uma passagem inferior para peões com iluminação natural através da rotunda superior da Avenida Uruguai. Esta passagem inferior para peões, que passa por baixo da ponte, está protegida na lateral da ria por uma barreira de vidro, de modo a que a água possa ser vista durante as marés altas, quando o nível do mar subir. 

## Galeria

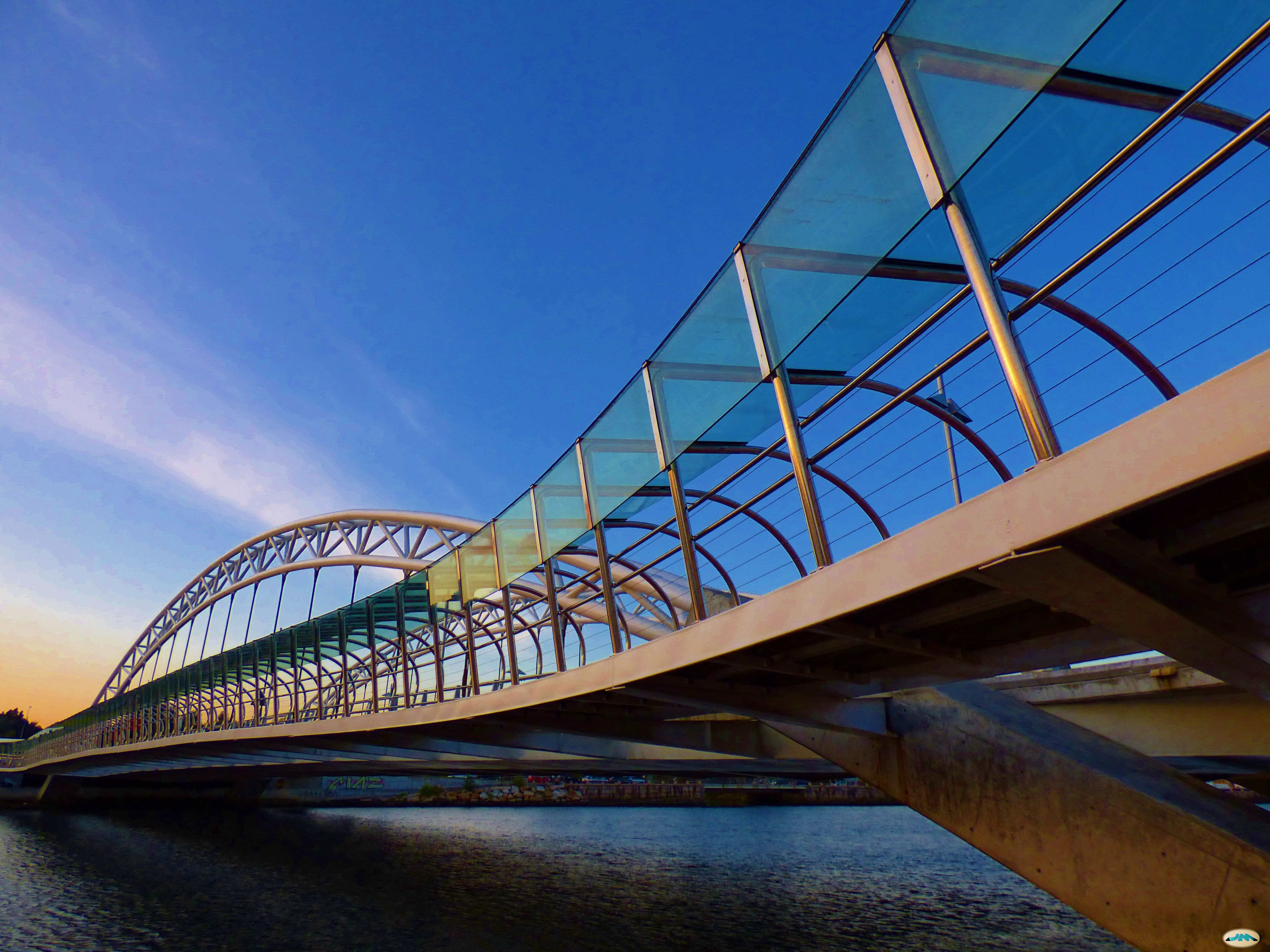
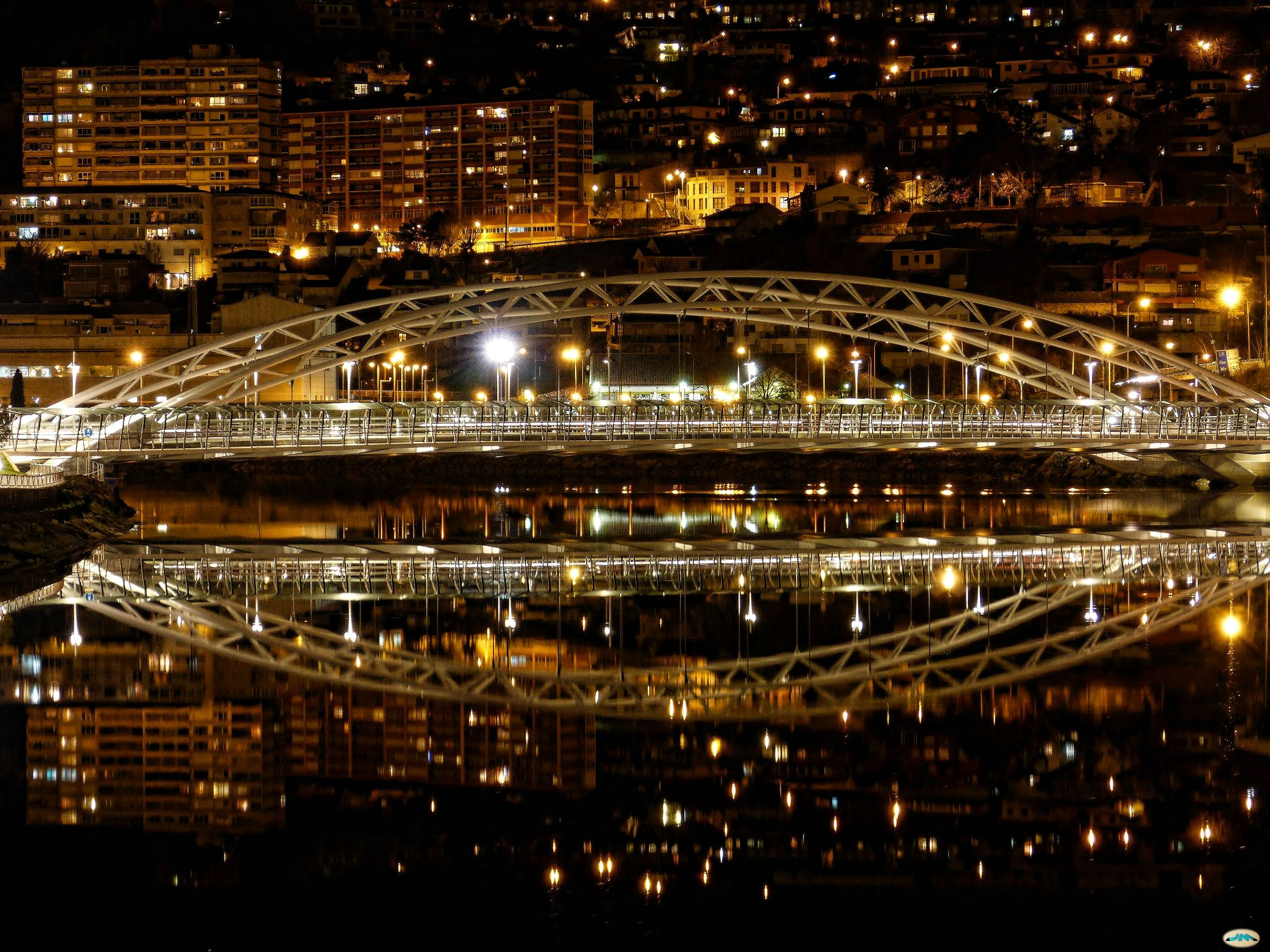
Ponte à noite
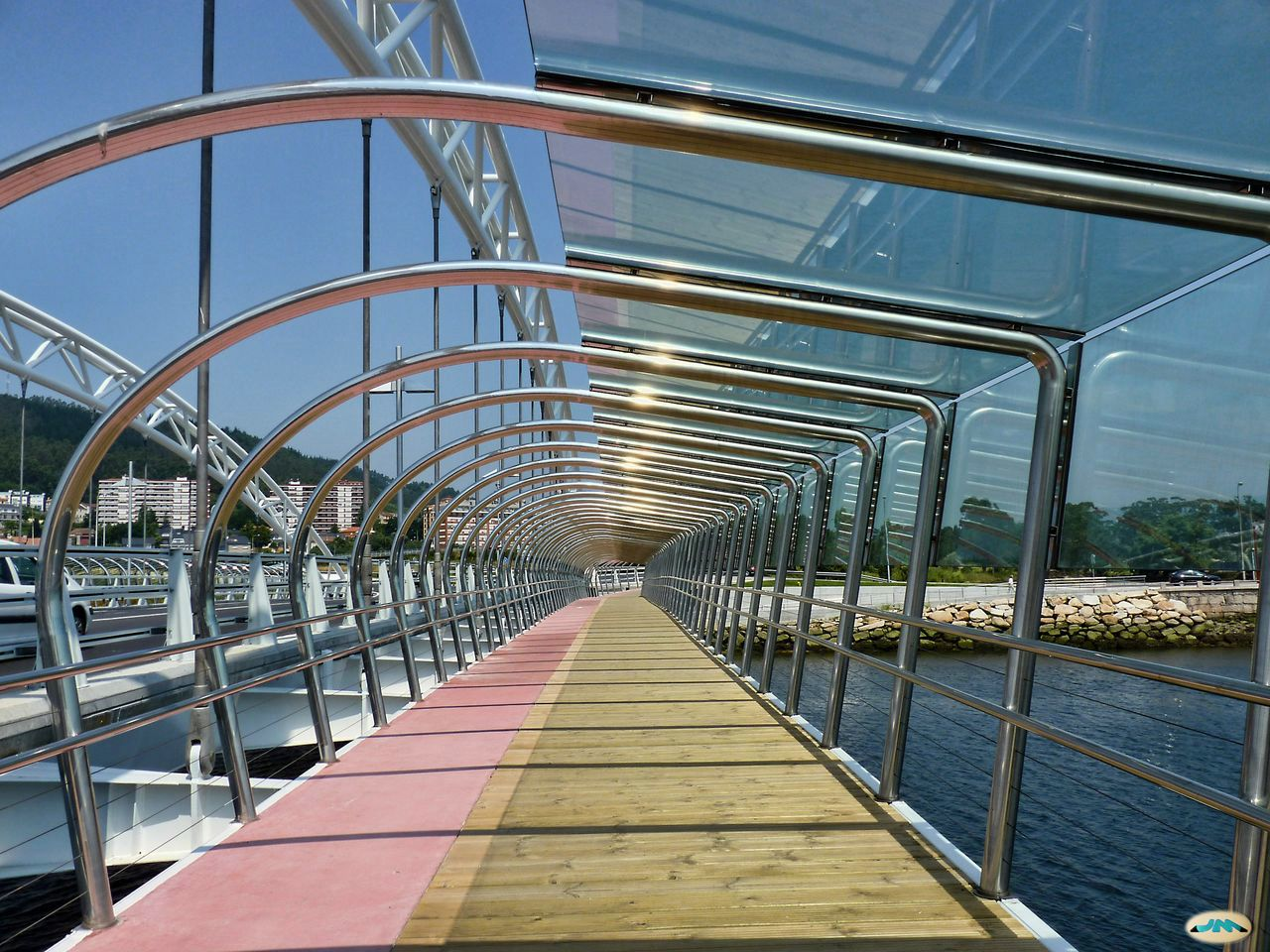
Ciclovia e pasarela para peões
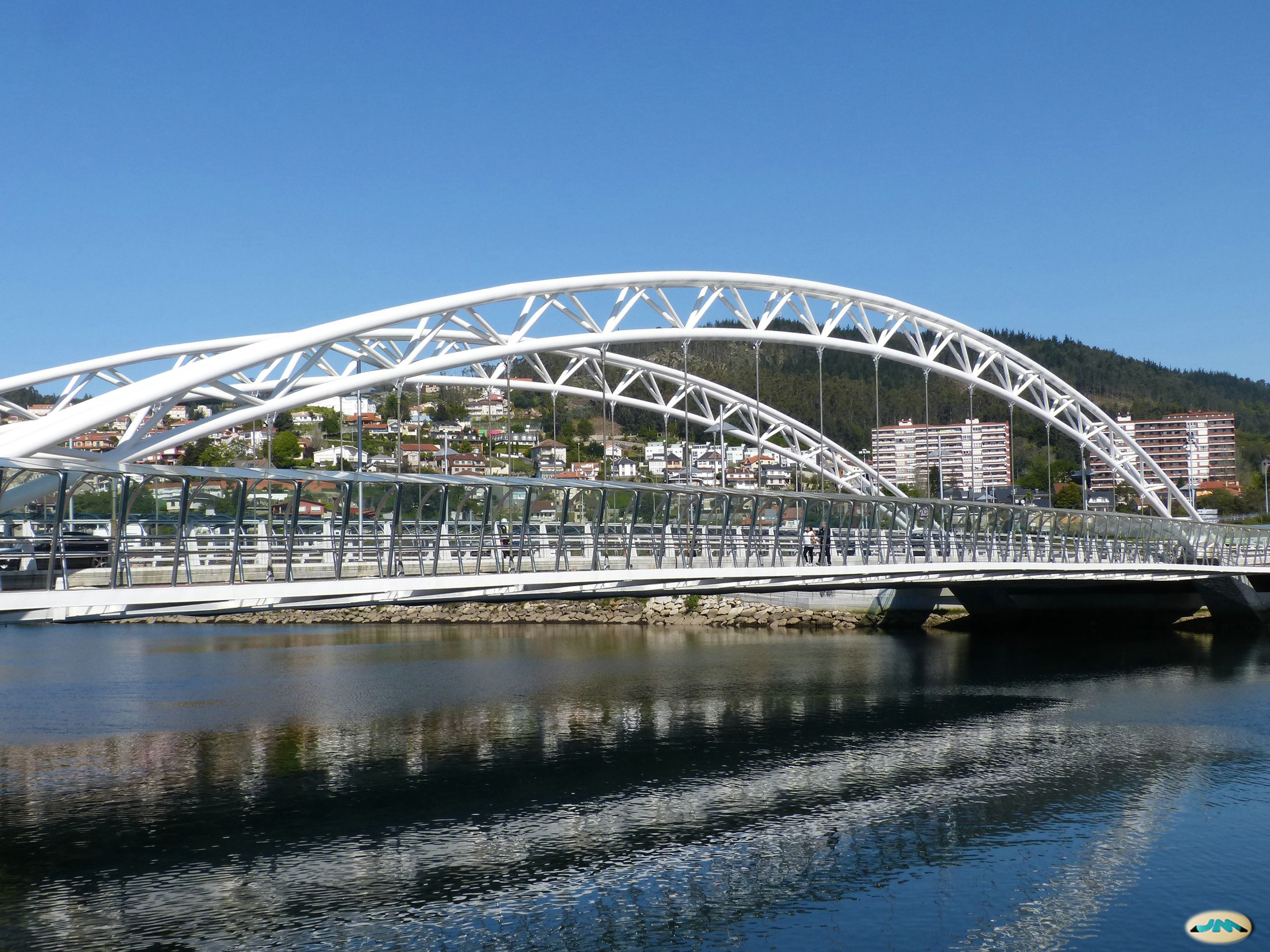
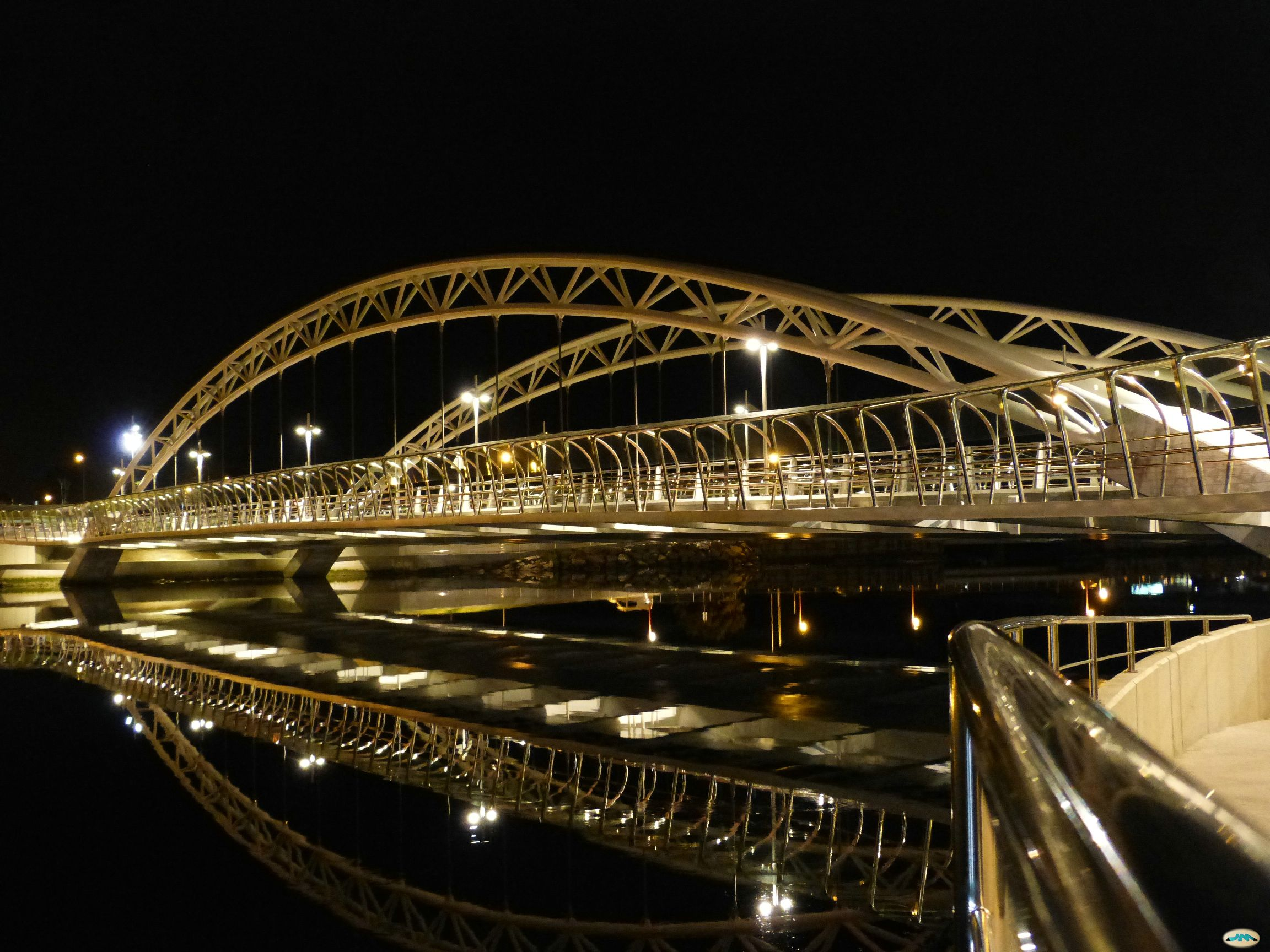
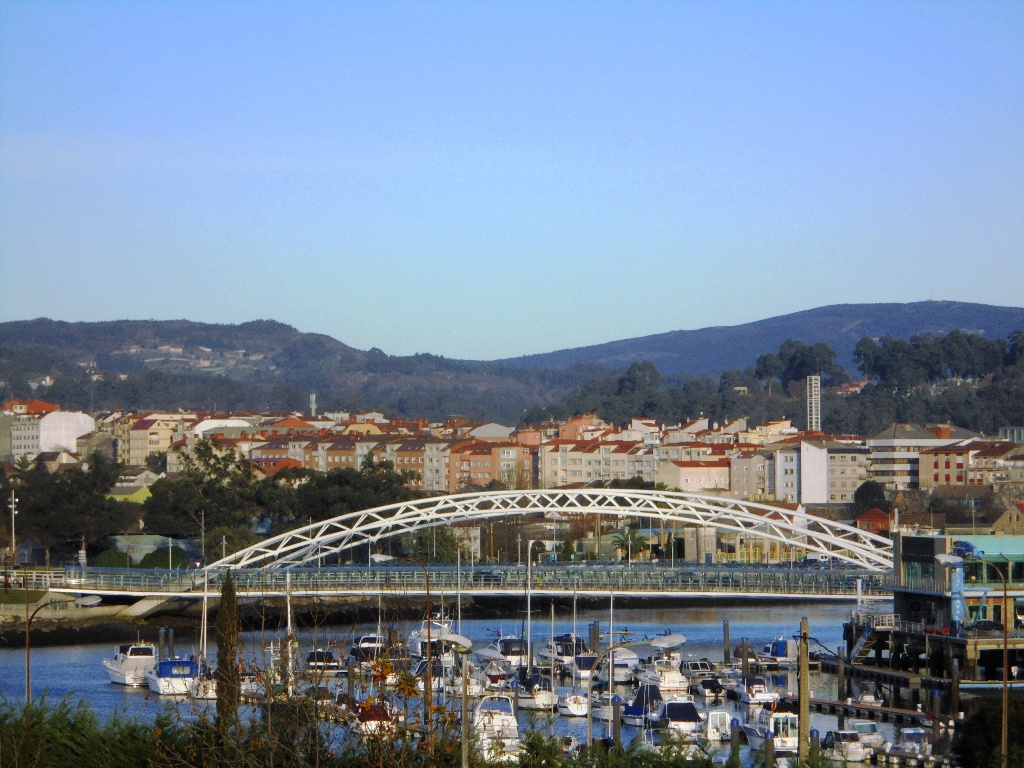
Ponte e porto de recreio
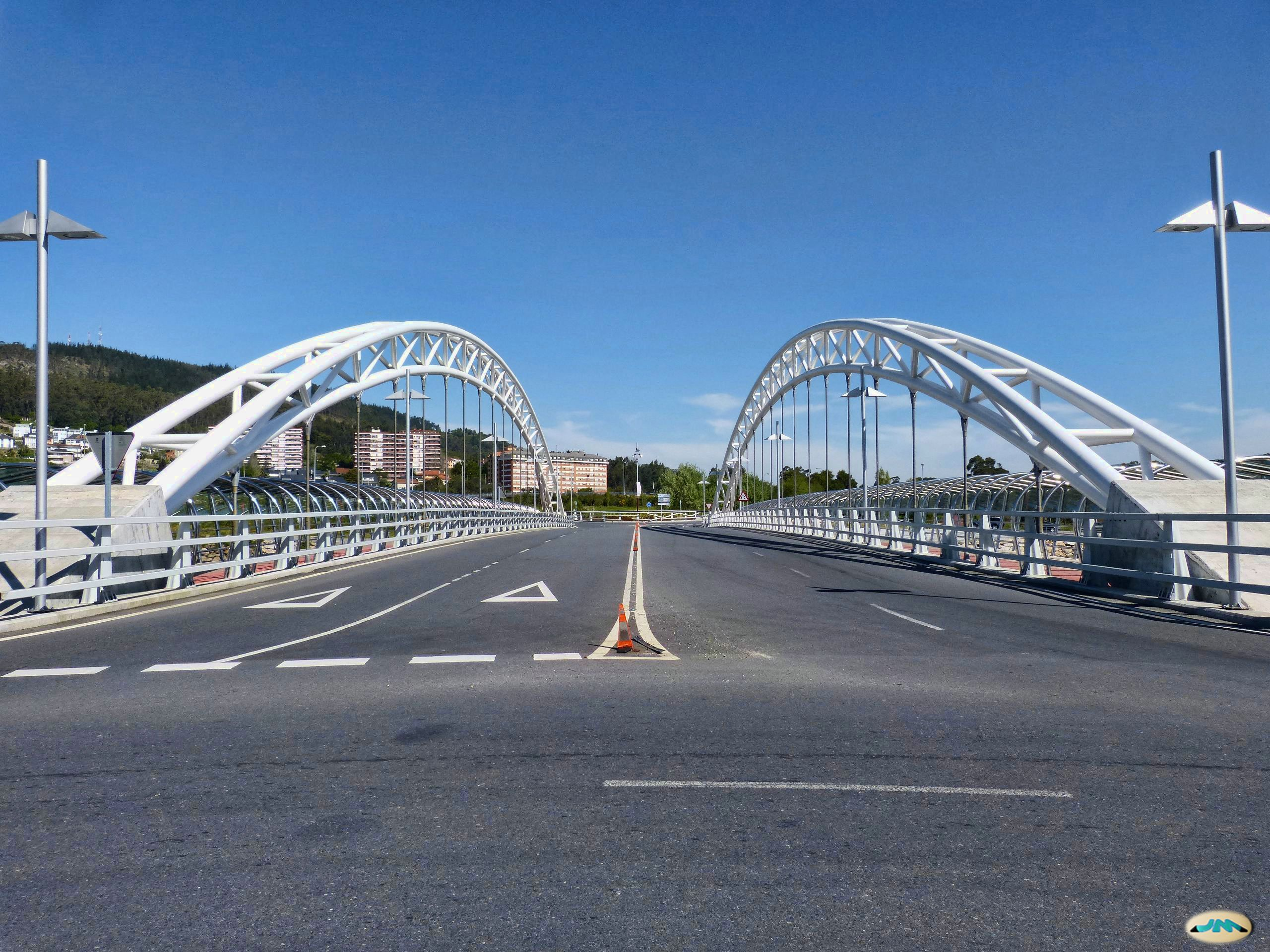
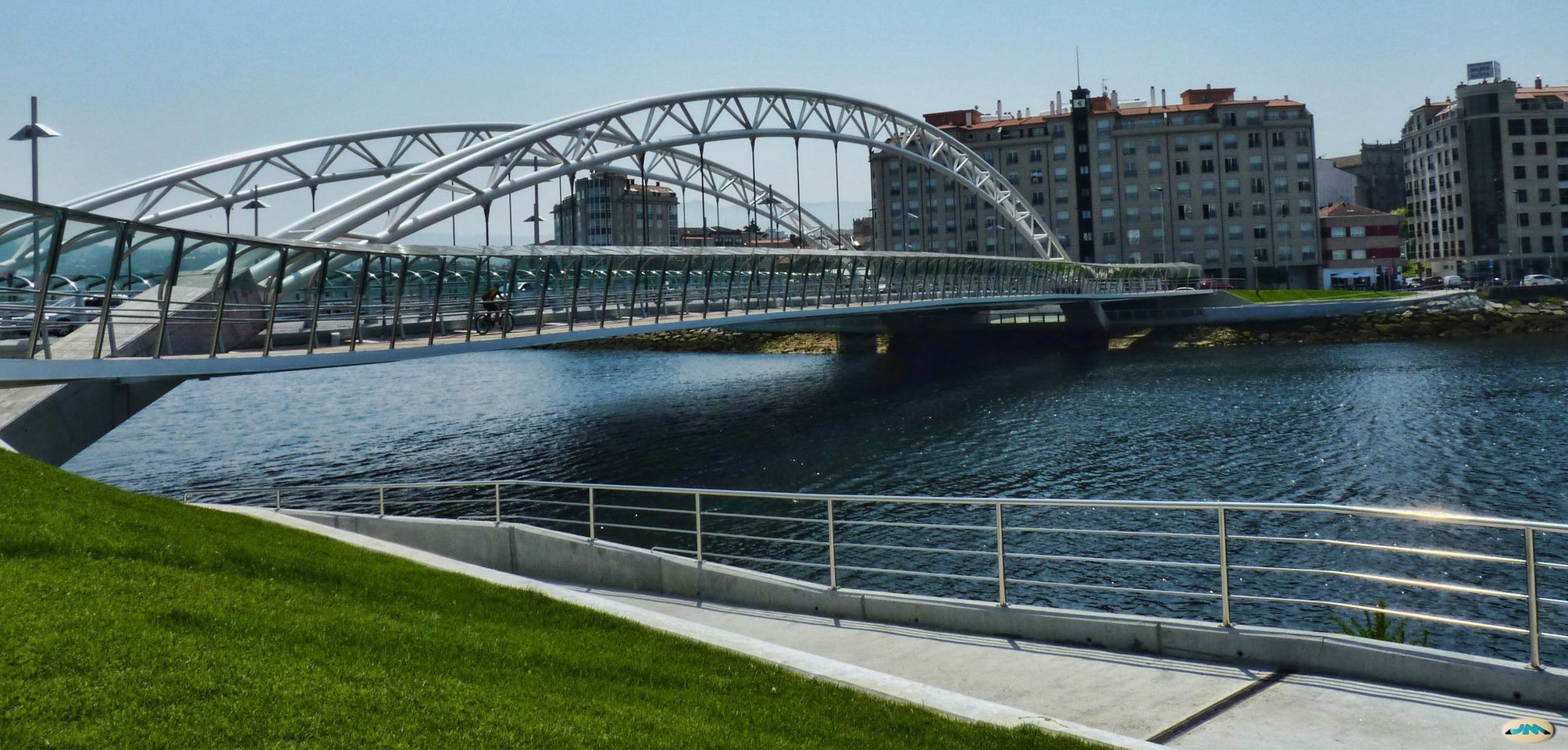
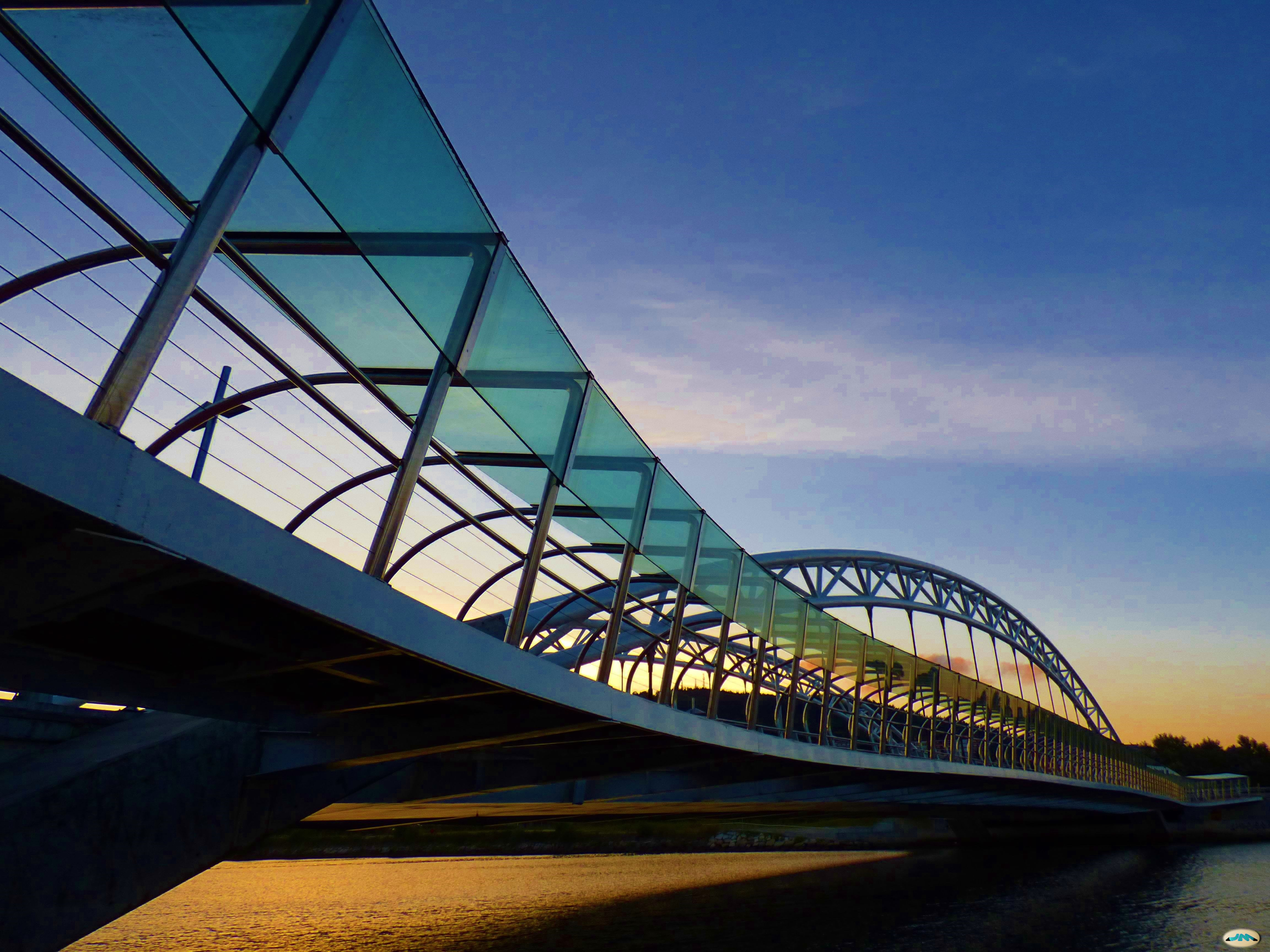
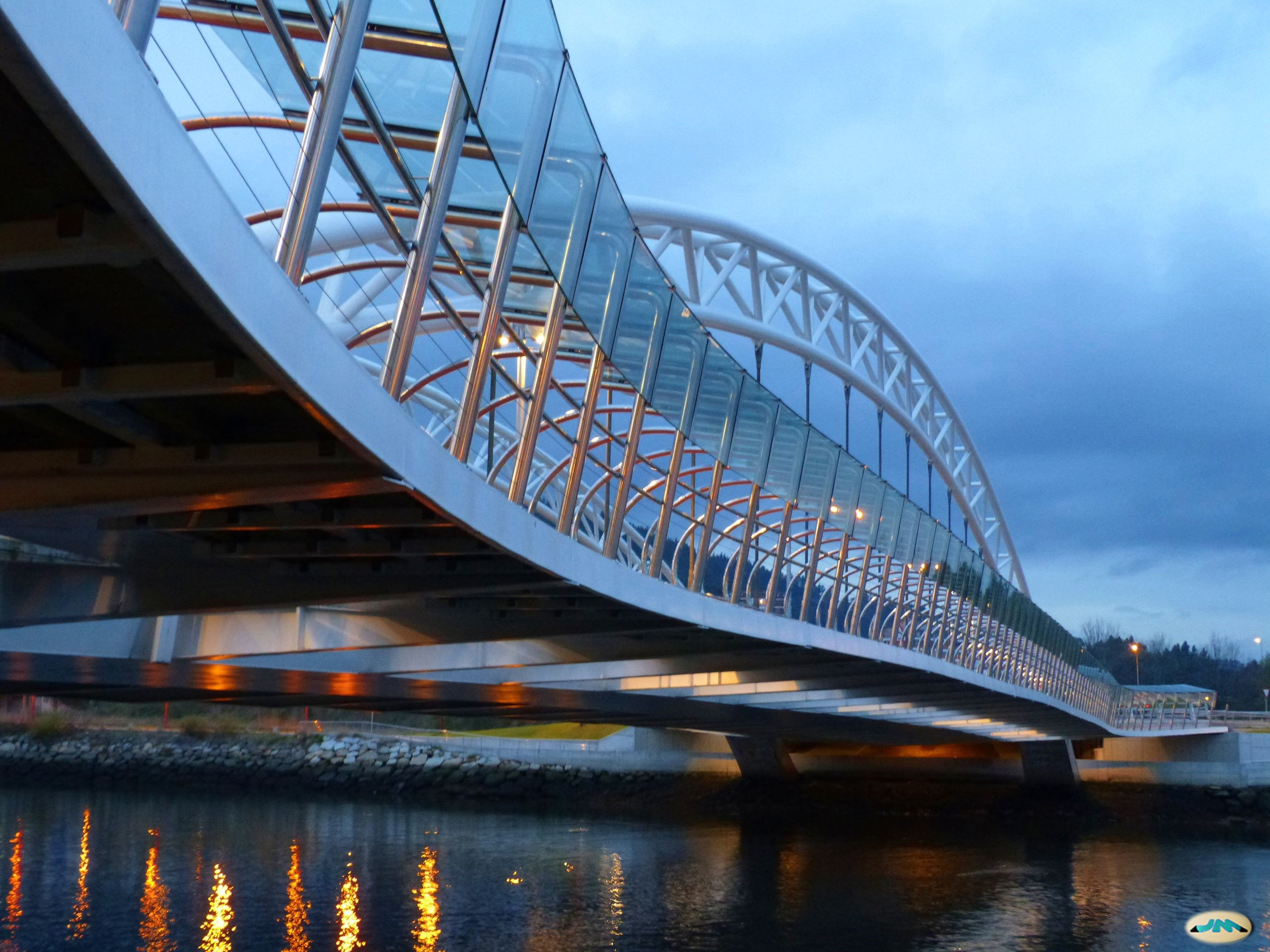
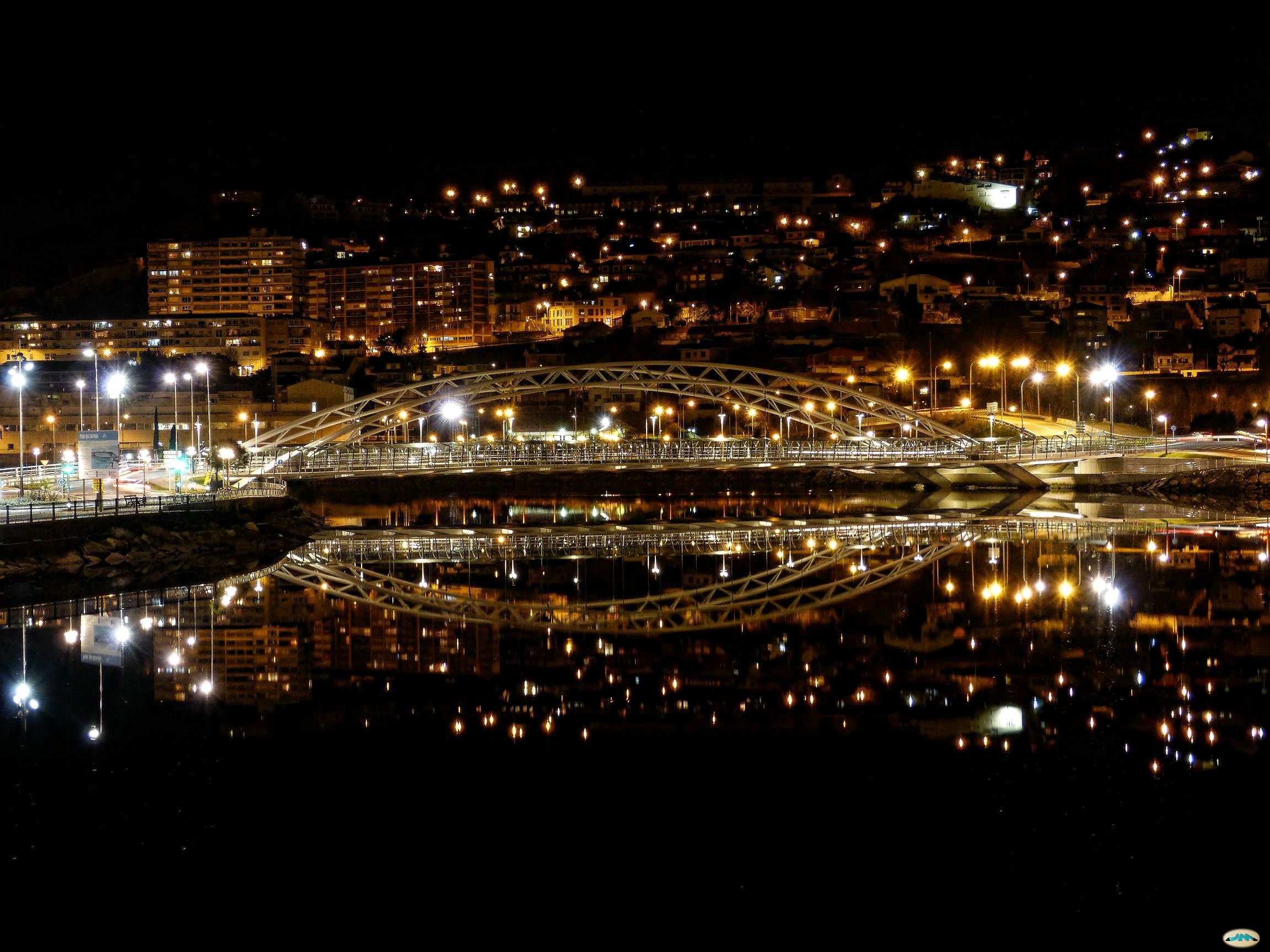
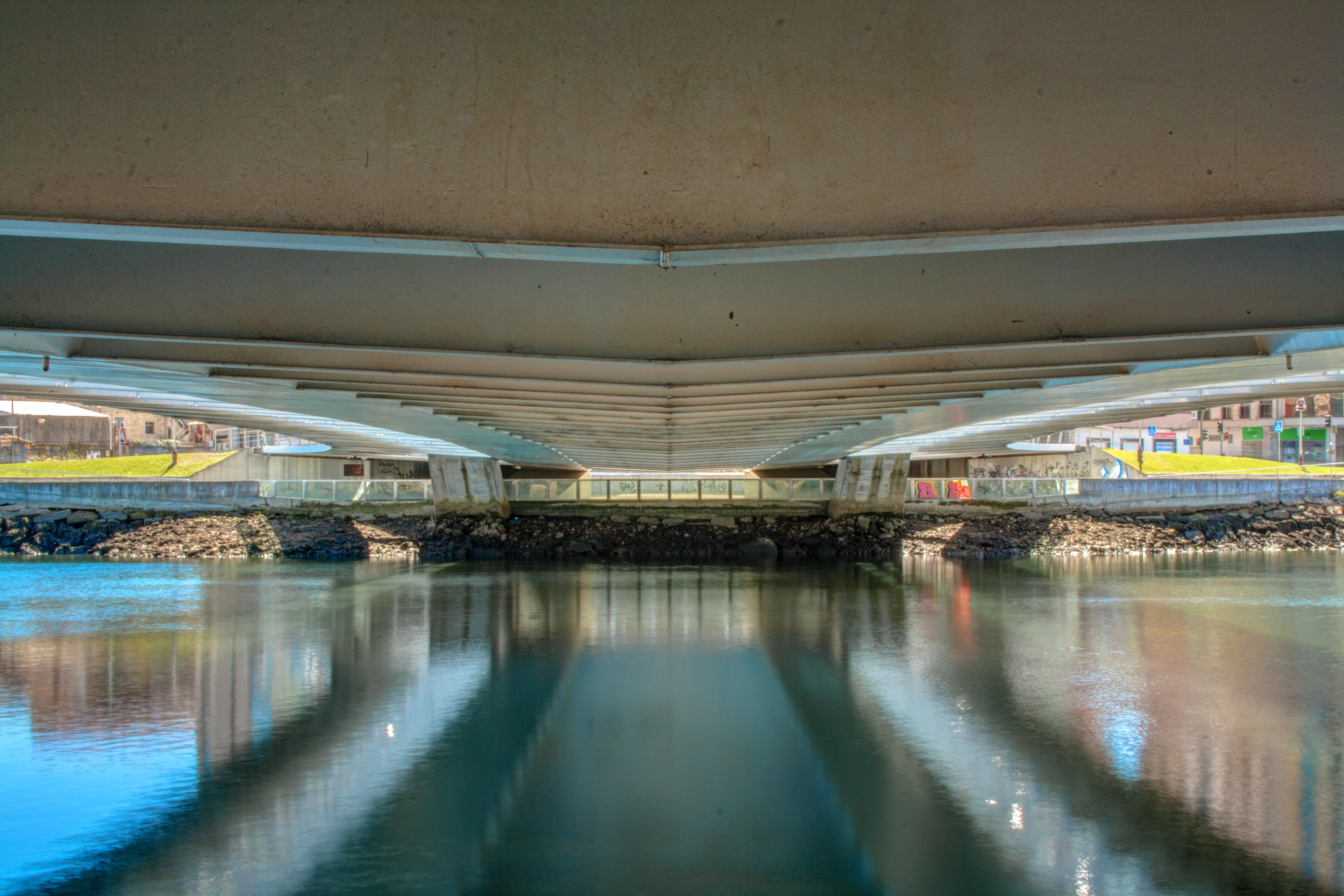
Tabuleiro da ponte visto por baixo
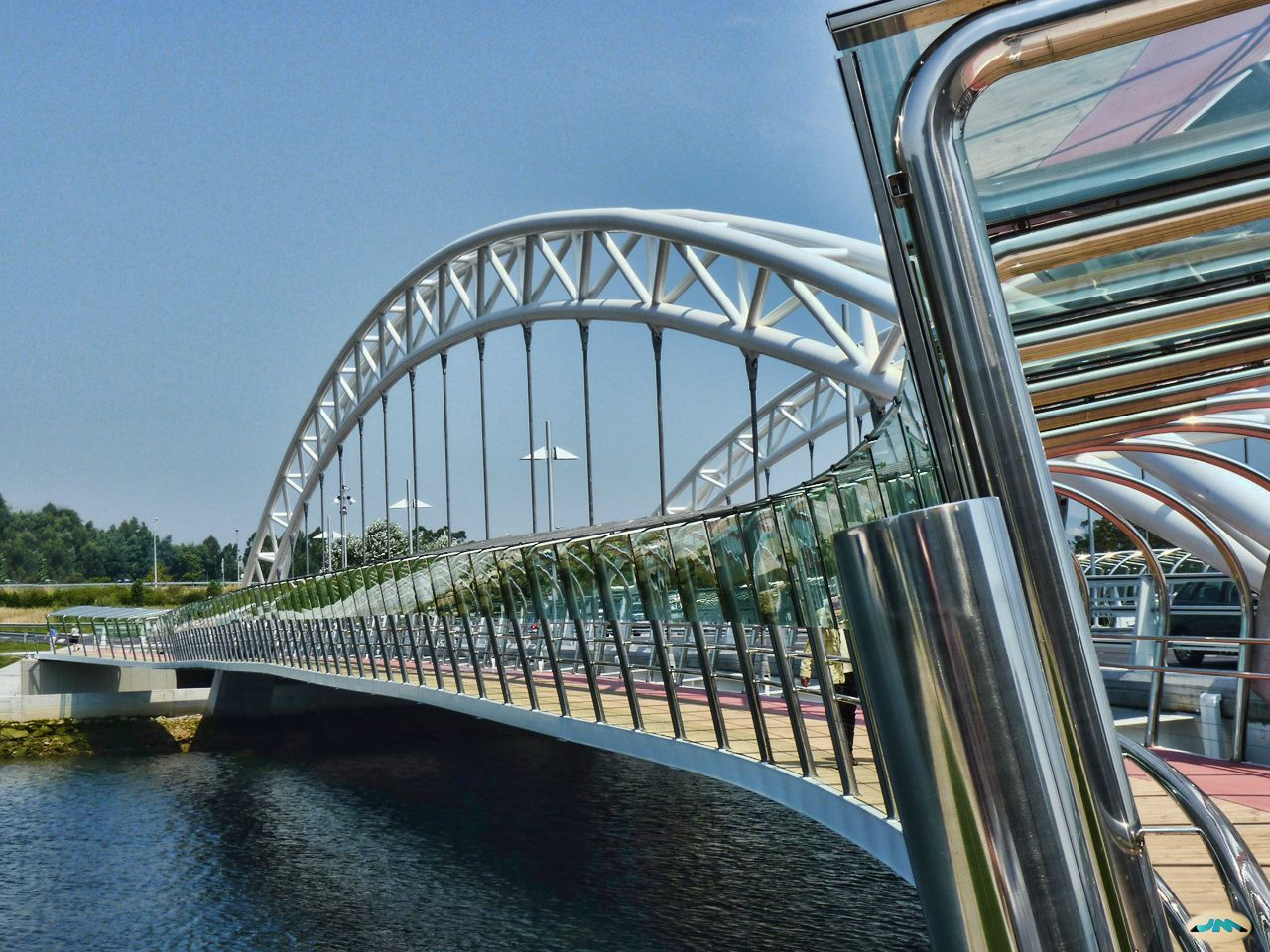
Pasarela para peões
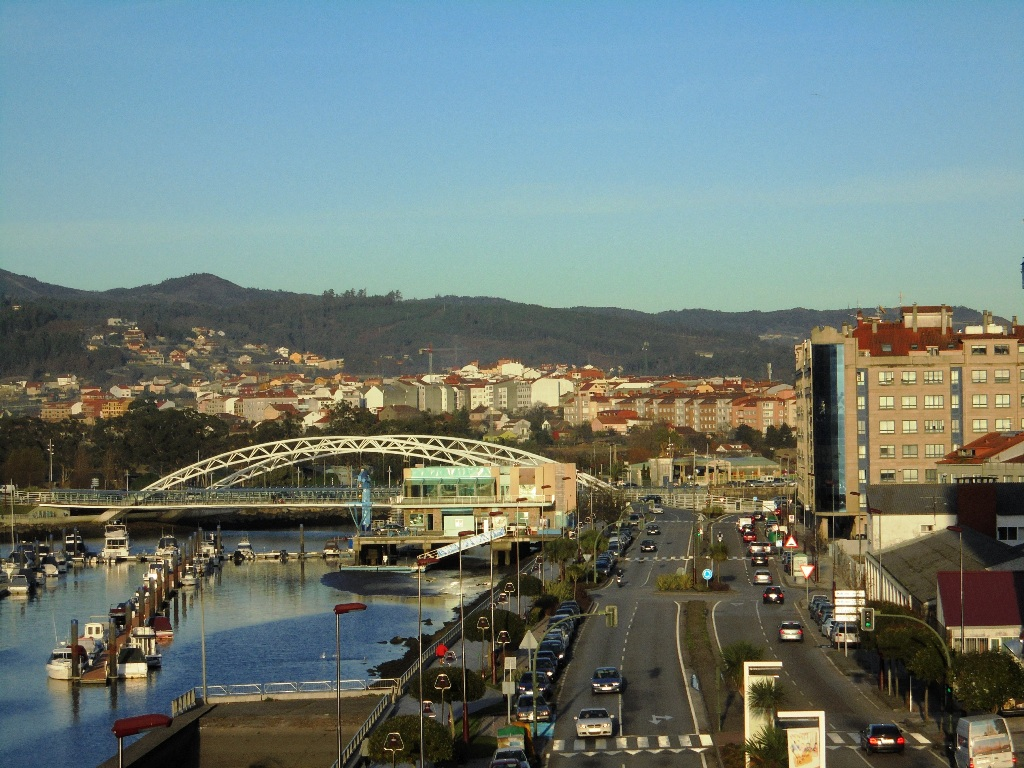
Ponte e Avenida Uruguay

### Outros artigos
- Ponte do Burgo
- Ponte dos Tirantes
- Ponte de Santiago